# Svartgul tangara
Svartgul tangara (Chrysothlypis chrysomelas) är en fågel i familjen tangaror inom ordningen tättingar.

## Utseende
Svartgul tangara är en liten sångarlik tangara med slående fjäderdräkt. Hanen är lysande guldgul med svart på rygg, vingar och stjärt. Honan är mycket mer färglös och mer olivgrön, med smutsvit buk. Näbbformen är relativt lång, slank och spetsig. 

## Utbredning och systematik
Svartgul tangara delas in i två underarter:
- Chrysothlypis chrysomelas chrysomelas – förekommer i sluttningen mot Karibien i östra Costa Rica och västra Panama
- Chrysothlypis chrysomelas ocularis – förekommer i tropiska östra Panama (Darién)

## Levnadssätt
Svartgul tangara hittas i skogar och skogsbryn. Där ses den i trädtaket i par eller smågrupper, oftast i artblandade flockar.

## Status och hot
Arten har ett stort utbredningsområde, men tros minska i antal, dock inte tillräckligt kraftigt för att den ska betraktas som hotad. Internationella naturvårdsunionen IUCN listar arten som livskraftig (LC). Beståndet uppskattas till i storleksordningen 50 000 till en halv miljon vuxna individer.